# Großer Preis von Monaco 2007
Der Große Preis von Monaco 2007 (offiziell Formula 1 Grand Prix de Monaco 2007) fand am 27. Mai auf dem Circuit de Monaco in Monte Carlo statt und war das fünfte Rennen der Formel-1-Weltmeisterschaft 2007.

## Berichte

### Hintergrund

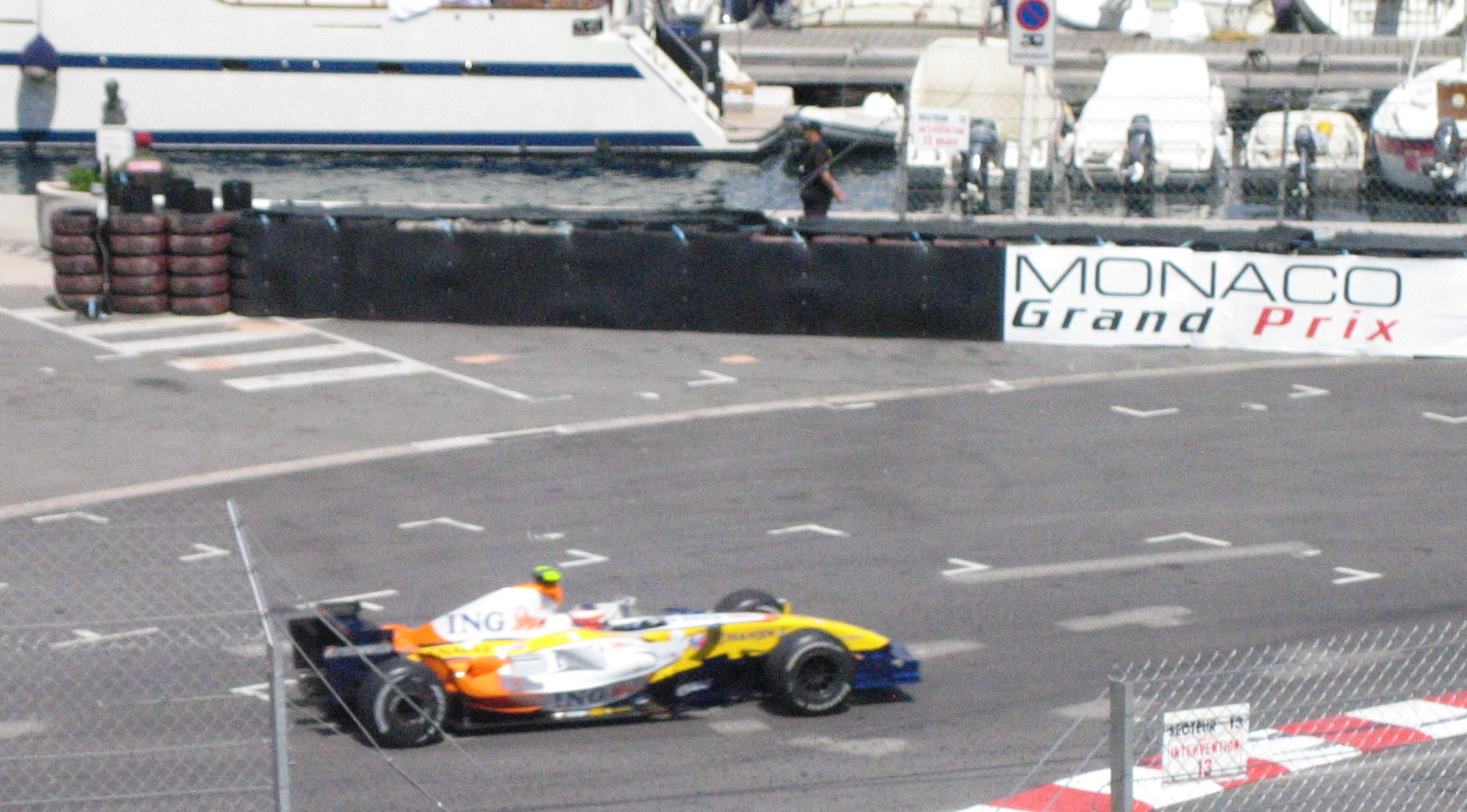
Heikki Kovalainen im Renault während des Wochenendes

Nach dem Großen Preis von Spanien führte Lewis Hamilton in der Fahrerwertung mit zwei Punkten vor Fernando Alonso und mit drei Punkten vor Felipe Massa. In der Konstrukteurswertung führte McLaren-Mercedes mit neun Punkten vor Ferrari und mit 35 Punkten vor BMW Sauber.
Mit David Coulthard (zweimal), Alonso, Kimi Räikkönen und Jarno Trulli (jeweils einmal) traten vier ehemalige Sieger zu diesem Grand Prix an.

### Training
Im ersten freien Training fuhr Alonso mit 1:16,973 Minuten die schnellste Runde vor Hamilton und Nick Heidfeld.
Im zweiten freien Training war Alonso erneut Schnellster mit 1:15,940 Minuten, gefolgt von Räikkönen und Hamilton.
Das dritte freie Training gewann Adrian Sutil mit 1:36,612 Minuten vor Räikkönen und Hamilton.

### Qualifying

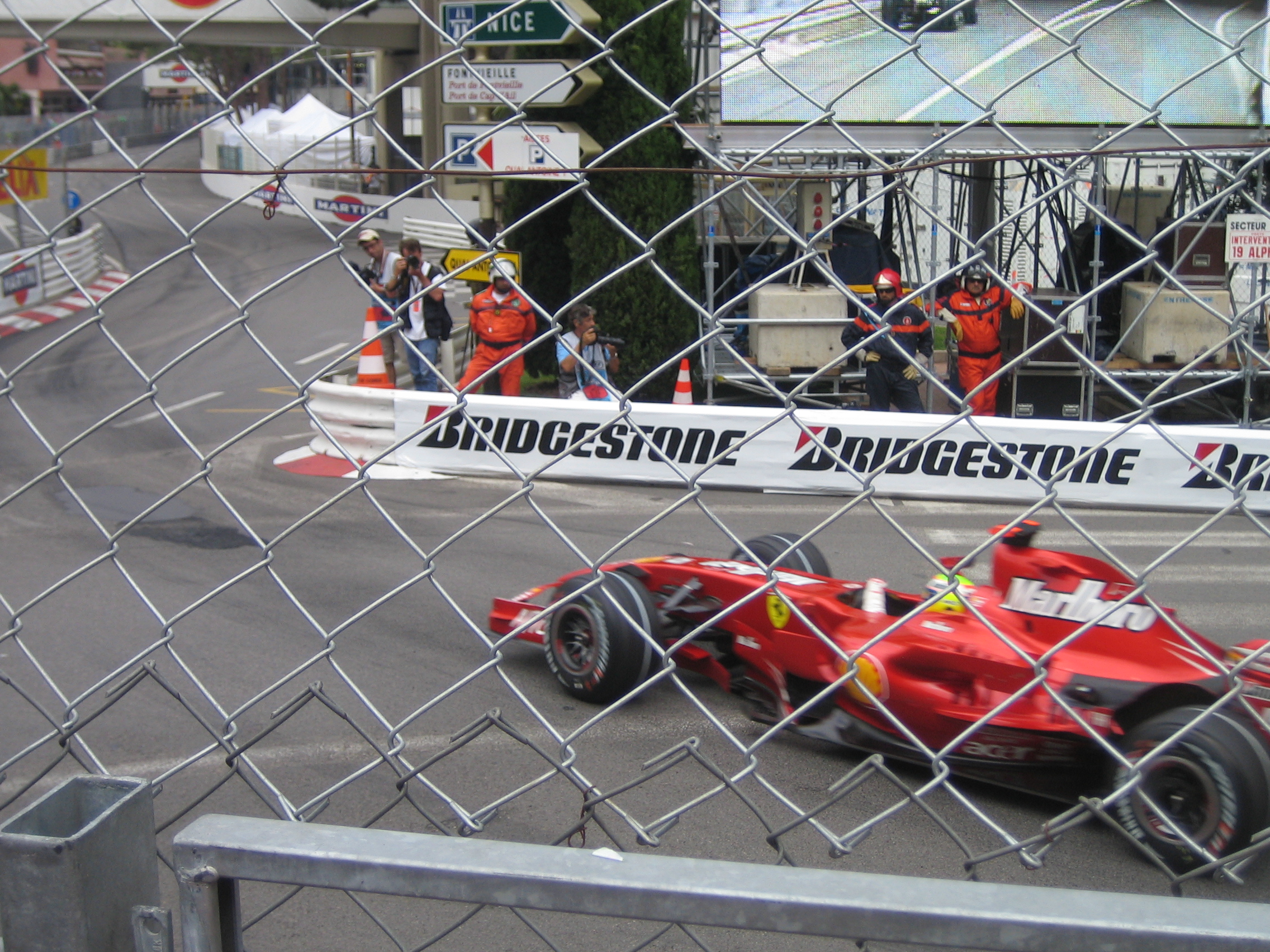
Felipe Massa im Ferrari

Das Qualifying bestand aus drei Teilen mit einer Nettolaufzeit von 45 Minuten. Im ersten Qualifying-Segment (Q1) hatten die Fahrer 18 Minuten Zeit, um sich für das Rennen zu qualifizieren. Die besten 16 Fahrer erreichten den nächsten Teil. Hamilton fuhr mit 1:15,685 Minuten die beste Rundenzeit. Die beiden Super Aguri, beide Spyker, Scott Speed und Ralf Schumacher schieden aus.
Im zweiten Qualifikationsabschnitt (Q2) war dann Alonso mit 1:15,431 Minuten Schnellster. Alexander Wurz, Vitantonio Liuzzi, Coulthard, Trulli, Heikki Kovalainen und Räikkönen schieden aus.
Im letzten Qualifikationsabschnitt (Q3) fuhr Alonso mit 1:15,726 Minuten wiederum schnellste Runde und sicherte sich so seine insgesamt 16. Pole-Position. Zweiter wurde Hamilton vor Massa.

### Rennen
Von der Startlinie aus kamen alle gut weg, wobei Hamilton sich hinter Alonso einreihte um die Angriffe der beiden Ferrari zu verteidigen. Nach dem Rennen leitete die FIA eine Untersuchung gegen das McLaren-Team ein, weil es Teambefehle erteilt hatte, mit der Folge, dass Hamilton aufgefordert wurde, nicht zu versuchen, Alonso zu überholen. McLaren wurde später von der FIA von jeglichem Fehlverhalten freigesprochen.
Kein anderes Auto im Feld konnte mit der schieren Geschwindigkeit der beiden McLaren-Mercedes mithalten, und Massa fiel nach einem konkurrenzfähigen ersten Stint auf dem dritten Platz auf 60 Sekunden hinter Hamilton zurück.
Liuzzi musste in der zweiten Runde das Rennen nach einem Unfall beenden, ein Schicksal, das Spyker-Fahrer Sutil in der 53. Runde ebenfalls ereilte. Das andere Spyker-Auto, gefahren von Christijan Albers, konnte das Rennen aufgrund eines mechanischen Problems nicht beenden. Der einzige weitere Ausfall war Mark Webber, dessen Red-Bull-Getriebe in der 17. Runde ausfiel.
Räikkönen kam nach seiner schwachen Leistung im Qualifying noch auf den achten Platz und holte sich einen Meisterschaftspunkt.
Alonso gewann sein 17. Rennen schlussendlich knapp vor Hamilton. Massa folgte mit über einer Minute Rückstand auf Platz drei und komplettierte das Podium. Giancarlo Fisichella beendete das Rennen auf Platz vier und war bereits eine Runde hinter dem Führungstrio. Die restlichen Punkteplatzierungen belegten Robert Kubica, Nick Heidfeld, Wurz und Räikkönen. Hamilton fuhr in seinem fünften Formel-1-Rennen zum fünften Mal aufs Podium.
In der Fahrerwertung waren Alonso und Hamilton punktgleich an der Spitze, gefolgt von Massa. In der Konstrukteurswertung blieben die ersten drei Positionen unverändert.

## Meldeliste
| Team                        | Nr. | Fahrer               | Chassis           | Motor                | Reifen |
| --------------------------- | --- | -------------------- | ----------------- | -------------------- | ------ |
| Vodafone McLaren Mercedes   | 01  | Fernando Alonso      | McLaren MP4-22    | Mercedes-Benz 2.4 V8 | B      |
| Vodafone McLaren Mercedes   | 02  | Lewis Hamilton       | McLaren MP4-22    | Mercedes-Benz 2.4 V8 | B      |
| ING Renault F1 Team         | 03  | Giancarlo Fisichella | Renault R27       | Renault 2.4 V8       | B      |
| ING Renault F1 Team         | 04  | Heikki Kovalainen    | Renault R27       | Renault 2.4 V8       | B      |
| Scuderia Ferrari Marlboro   | 05  | Felipe Massa         | Ferrari F2007     | Ferrari 2.4 V8       | B      |
| Scuderia Ferrari Marlboro   | 06  | Kimi Räikkönen       | Ferrari F2007     | Ferrari 2.4 V8       | B      |
| Honda Racing F1 Team        | 07  | Jenson Button        | Honda RA107       | Honda 2.4 V8         | B      |
| Honda Racing F1 Team        | 08  | Rubens Barrichello   | Honda RA107       | Honda 2.4 V8         | B      |
| BMW Sauber F1 Team          | 09  | Nick Heidfeld        | BMW Sauber F1.07  | BMW 2.4 V8           | B      |
| BMW Sauber F1 Team          | 10  | Robert Kubica        | BMW Sauber F1.07  | BMW 2.4 V8           | B      |
| Panasonic Toyota Racing     | 11  | Ralf Schumacher      | Toyota TF107      | Toyota 2.4 V8        | B      |
| Panasonic Toyota Racing     | 12  | Jarno Trulli         | Toyota TF107      | Toyota 2.4 V8        | B      |
| Red Bull Racing             | 14  | David Coulthard      | Red Bull RB3      | Renault 2.4 V8       | B      |
| Red Bull Racing             | 15  | Mark Webber          | Red Bull RB3      | Renault 2.4 V8       | B      |
| AT&T Williams               | 16  | Nico Rosberg         | Williams FW29     | Toyota 2.4 V8        | B      |
| AT&T Williams               | 17  | Alexander Wurz       | Williams FW29     | Toyota 2.4 V8        | B      |
| Scuderia Toro Rosso         | 18  | Vitantonio Liuzzi    | Toro Rosso STR-02 | Ferrari 2.4 V8       | B      |
| Scuderia Toro Rosso         | 19  | Scott Speed          | Toro Rosso STR-02 | Ferrari 2.4 V8       | B      |
| Etihad Aldar Spyker F1 Team | 20  | Adrian Sutil         | Spyker F8-VII     | Ferrari 2.4 V8       | B      |
| Etihad Aldar Spyker F1 Team | 21  | Christijan Albers    | Spyker F8-VII     | Ferrari 2.4 V8       | B      |
| Super Aguri F1 Team         | 22  | Takuma Satō          | Super Aguri SA07  | Honda 2.4 V8         | B      |
| Super Aguri F1 Team         | 23  | Anthony Davidson     | Super Aguri SA07  | Honda 2.4 V8         | B      |

## Klassifikation

### Qualifying
| Pos. | Fahrer               | Konstrukteur       | Q1         | Q2         | Q3       | Start |
| ---- | -------------------- | ------------------ | ---------- | ---------- | -------- | ----- |
| 01   | Fernando Alonso      | McLaren-Mercedes   | 1:16,059   | 1:15,431   | 1:15,726 | 01    |
| 02   | Lewis Hamilton       | McLaren-Mercedes   | 1:15,685   | 1:15,479   | 1:15,905 | 02    |
| 03   | Felipe Massa         | Ferrari            | 1:16,786   | 1:16,034   | 1:15,967 | 03    |
| 04   | Giancarlo Fisichella | Renault            | 1:17,596   | 1:16,054   | 1:16,285 | 04    |
| 05   | Nico Rosberg         | Williams-Toyota    | 1:16,870   | 1:16,100   | 1:16,439 | 05    |
| 06   | Mark Webber          | Red Bull-Renault   | 1:17,816   | 1:16,420   | 1:16,784 | 06    |
| 07   | Nick Heidfeld        | BMW Sauber         | 1:17,385   | 1:15,733   | 1:16,832 | 07    |
| 08   | Robert Kubica        | BMW Sauber         | 1:17,584   | 1:15,576   | 1:16,955 | 08    |
| 09   | Rubens Barrichello   | Honda              | 1:17,244   | 1:16,454   | 1:17,498 | 09    |
| 10   | Jenson Button        | Honda              | 1:17,297   | 1:16,457   | 1:17,939 | 10    |
| 11   | Alexander Wurz       | Williams-Toyota    | 1:17,874   | 1:16,662   | –        | 11    |
| 12   | Vitantonio Liuzzi    | Toro Rosso-Ferrari | 1:16,720   | 1:16,703   | –        | 12    |
| 13   | David Coulthard      | Red Bull-Renault   | 1:17,204   | 1:16,319   | –        | 13    |
| 14   | Jarno Trulli         | Toyota             | 1:17,686   | 1:16,988   | –        | 14    |
| 15   | Heikki Kovalainen    | Renault            | 1:17,836   | 1:17,125   | –        | 15    |
| 16   | Kimi Räikkönen       | Ferrari            | 1:16,251   | keine Zeit | –        | 16    |
| 17   | Anthony Davidson     | Super Aguri-Honda  | 1:18,250   | –          | –        | 17    |
| 18   | Scott Speed          | Toro Rosso-Ferrari | 1:18,390   | –          | –        | 18    |
| 19   | Adrian Sutil         | Spyker-Ferrari     | 1:18,418   | –          | –        | 19    |
| 20   | Ralf Schumacher      | Toyota             | 1:18,539   | –          | –        | 20    |
| 21   | Takuma Satō          | Super Aguri-Honda  | 1:18,554   | –          | –        | 21    |
| 22   | Christijan Albers    | Spyker-Ferrari     | keine Zeit | –          | –        | 22    |

Anmerkungen
1. ↑  Coulthard erhielt nach Q2 eine Strafe wegen Blockierens und wurde daher nicht für Q3 zugelassen. Button rückte dafür nach.
2. ↑  Albers wurde erlaubt zu starten, da er im freien Training ausreichend schnell gefahren war.

### Rennen
| Pos. | Fahrer               | Konstrukteur       | Runden | Stopps | Zeit        | Start | Schnellste Runde |
| ---- | -------------------- | ------------------ | ------ | ------ | ----------- | ----- | ---------------- |
| 01   | Fernando Alonso      | McLaren-Mercedes   | 78     | 2      | 1:40:29,329 | 01    | 1:15,284 (44.)   |
| 02   | Lewis Hamilton       | McLaren-Mercedes   | 78     | 2      | + 4,095     | 02    | 1:15,372 (28.)   |
| 03   | Felipe Massa         | Ferrari            | 78     | 2      | + 1:09,114  | 03    | 1:16,183 (47.)   |
| 04   | Giancarlo Fisichella | Renault            | 77     | 2      | + 1 Runde   | 04    | 1:16,254 (54.)   |
| 05   | Robert Kubica        | BMW Sauber         | 77     | 1      | + 1 Runde   | 08    | 1:16,006 (39.)   |
| 06   | Nick Heidfeld        | BMW Sauber         | 77     | 1      | + 1 Runde   | 07    | 1:17,041 (30.)   |
| 07   | Alexander Wurz       | Williams-Toyota    | 77     | 1      | + 1 Runde   | 11    | 1:16,658 (40.)   |
| 08   | Kimi Räikkönen       | Ferrari            | 77     | 1      | + 1 Runde   | 16    | 1:16,592 (62.)   |
| 09   | Scott Speed          | Toro Rosso-Ferrari | 77     | 1      | + 1 Runde   | 18    | 1:16,867 (73.)   |
| 10   | Rubens Barrichello   | Honda              | 77     | 2      | + 1 Runde   | 09    | 1:17,080 (69.)   |
| 11   | Jenson Button        | Honda              | 77     | 2      | + 1 Runde   | 10    | 1:16,802 (40.)   |
| 12   | Nico Rosberg         | Williams-Toyota    | 77     | 2      | + 1 Runde   | 05    | 1:16,991 (70.)   |
| 13   | Heikki Kovalainen    | Renault            | 76     | 1      | + 2 Runden  | 15    | 1:17,100 (72.)   |
| 14   | David Coulthard      | Red Bull-Renault   | 76     | 1      | + 2 Runden  | 13    | 1:16,786 (75.)   |
| 15   | Jarno Trulli         | Toyota             | 76     | 1      | + 2 Runden  | 14    | 1:17,495 (53.)   |
| 16   | Ralf Schumacher      | Toyota             | 76     | 1      | + 2 Runden  | 20    | 1:17,231 (47.)   |
| 17   | Takuma Satō          | Super Aguri-Honda  | 76     | 2      | + 2 Runden  | 21    | 1:17,183 (74.)   |
| 18   | Anthony Davidson     | Super Aguri-Honda  | 76     | 2      | + 2 Runden  | 17    | 1:17,223 (63.)   |
| 19   | Christijan Albers    | Spyker-Ferrari     | 70     | 2      | DNF         | 22    | 1:17,689 (70.)   |
| –    | Adrian Sutil         | Spyker-Ferrari     | 53     | 1      | DNF         | 19    | 1:17,678 (34.)   |
| –    | Mark Webber          | Red Bull-Renault   | 17     | 0      | DNF         | 06    | 1:18,998 (17.)   |
| –    | Vitantonio Liuzzi    | Toro Rosso-Ferrari | 2      | 0      | DNF         | 12    | –                |

## WM-Stände nach dem Rennen
Die ersten acht des Rennens bekamen 10, 8, 6, 5, 4, 3, 2 bzw. 1 Punkt(e).

### Fahrerwertung
| Pos. | Fahrer               | Konstrukteur     | Punkte |
| ---- | -------------------- | ---------------- | ------ |
| 01   | Fernando Alonso      | McLaren-Mercedes | 38     |
| 02   | Lewis Hamilton       | McLaren-Mercedes | 38     |
| 03   | Felipe Massa         | Ferrari          | 33     |
| 04   | Kimi Räikkönen       | Ferrari          | 23     |
| 05   | Nick Heidfeld        | BMW Sauber       | 18     |
| 06   | Giancarlo Fisichella | Renault          | 13     |
| 07   | Robert Kubica        | BMW Sauber       | 12     |
| 08   | Nico Rosberg         | Williams-Toyota  | 5      |
| 09   | David Coulthard      | Red Bull-Renault | 4      |
| 10   | Jarno Trulli         | Toyota           | 4      |
| 11   | Heikki Kovalainen    | Renault          | 3      |

| Pos. | Fahrer             | Konstrukteur       | Punkte |
| ---- | ------------------ | ------------------ | ------ |
| 12   | Alexander Wurz     | Williams-Toyota    | 2      |
| 13   | Takuma Satō        | Super Aguri-Honda  | 1      |
| 14   | Ralf Schumacher    | Toyota             | 1      |
| 15   | Scott Speed        | Toro Rosso-Ferrari | 0      |
| 16   | Rubens Barrichello | Honda              | 0      |
| 17   | Mark Webber        | Red Bull-Renault   | 0      |
| 18   | Jenson Button      | Honda              | 0      |
| 19   | Anthony Davidson   | Super Aguri-Honda  | 0      |
| 20   | Adrian Sutil       | Spyker-Ferrari     | 0      |
| 21   | Christijan Albers  | Spyker-Ferrari     | 0      |
| 22   | Vitantonio Liuzzi  | Toro Rosso-Ferrari | 0      |

### Konstrukteurswertung
| Pos. | Konstrukteur     | Punkte |
| ---- | ---------------- | ------ |
| 01   | McLaren Mercedes | 76     |
| 02   | Ferrari          | 56     |
| 03   | BMW Sauber       | 30     |
| 04   | Renault          | 16     |
| 05   | Williams-Toyota  | 7      |
| 06   | Toyota           | 5      |

| Pos. | Konstrukteur       | Punkte |
| ---- | ------------------ | ------ |
| 07   | Red Bull-Renault   | 4      |
| 08   | Super Aguri-Honda  | 1      |
| 09   | Toro Rosso-Ferrari | 0      |
| 10   | Honda              | 0      |
| 11   | Spyker-Ferrari     | 0      |